# Lei (voornaam)
Lei is een voornaam die in Nederland aan zowel jongens als meisjes wordt gegeven. De naam komt zeer zelden voor. De naam is een verbastering van de naam Leo, wat is afgeleid van  Leonhard of Leopold. De naam kan ook afkomstig zijn uit het Latijn. In dat geval is de naam een verwijzing naar een leeuw.
De naam komt ook voor in het Chinees. Het is dan voornamelijk een meisjesnaam. Hier wordt dan verwezen naar een bloemknop.

## Bekende naamdragers
- Lei Clijsters, Belgische voetballer
- Lei Hannen, Nederlandse kunstenaar
- Lei Wu, Chinese kunstenaar